# 黒沢美怜
黒沢 美怜（くろさわ みれい、1989年3月23日 - ）は、日本のタレント、元レースクイーン。愛称はみれにゃん。
東京都出身。芸能活動はナインズプロモーションと業務提携。

## 略歴
大学1年の頃にプラチナムプロダクションに入り芸能活動を開始。5人組ユニット「美脚戦隊スレンダーDX」のスレンダーブルーや、林弓束と共に「D-Rive」を組むなど、グループ活動も積極的に行う。藤商事のプロモーションガール「FUJI☆7GIRLs」や、ミス東スポ2013のグランプリ受賞もあった。
2013年10月31日、ロケ中に黒沢らFUJI☆7GIRLsの全員が撮影中に用いたセメントが原因による皮膚疾患を発症し12月まで活動を休止。
2015年8月14日、それまで所属していたプラチナムプロダクションを退所したことを明かし、エイジアプロモーションに移籍したことをブログで発表した。
2016年12月28日より恵比寿★マスカッツの3期生メンバーとして活動。2022年8月13日、恵比寿ガーデンホールにて行われた「第2世代恵比寿マスカッツ真夏の卒業式」をもち恵比寿マスカッツを卒業（メンバー全員が卒業する事実上の解散）。

## 人物
- 愛称は「みれにゃん」。ファンは「黒猫組」という愛称で呼ばれている。
- 爬虫類を好んでおり、特にポールパイソンとエリマキトカゲがお気に入り。
- 特技は二分半息を止められることと、耳を動かすこと。
- 激辛に強く、辛いもの好きである。
- 好きな色はピンク、黒、紫。
- キャッチコピーは「股下81cmのサディスティック猫娘」、「うるわしのパープルキャット」など猫顔なことから、猫にまつわるものが多い。
- 父親は岡山県出身[4]。
- 中学・高校時代は創作ダンス部に所属。高3時には副部長を務めていた[5]。
- マスカッツにおいてはメガネを着用しすべり芸のキャラ付けをされている。

## 作品

### 映像作品
- スウィートリップス（2012年10月20日、ラインコミュニケーションズ）

## 出演

### レースクイーン
- 2009年 SUPER GT「でちゃう!ガール」
- 2010年 SUPER GT「RIRE RACING GIRLS」

### テレビ
- ごくせん卒業スペシャル（2009年3月28日、日本テレビ）
- 雨上がり決死隊のトーク番組アメトーーク!（2010年2月4日、テレビ朝日）
- AKIBA18エンタメTV（2011年7月26日、あっ!とおどろく放送局）
- 爆笑そっくりものまね紅白歌合戦スペシャル（2011年1月7日 - 2012年3月26日、フジテレビ）
- ゴッドタン（2012年8月12日、テレビ東京）
- 法円坂ホラー研究会　谷町第二高等学校（2013年6月7日 - 2014年3月28日、BS-TBS）
- マスカットナイト（2016年12月29日 - 2017年3月30日 、テレビ東京） - レギュラー
- マスカットナイト・フィーバー!!!（2017年4月6日 - 9月28日、テレビ東京） - レギュラー
- 恵比寿マスカッツ横丁!（2017年10月5日 - 12月28日、テレビ東京） - レギュラー

### その他
- 「美脚戦隊スレンダー」ブルー（2009年12月 - 2014年12月）
- 「D-Rive(DORive)」メンバー（2009年12月 - 2014年12月） - DORive時はリーダーも務めるも、2014年12月をもって卒業。
- 藤商事プロモーションガール「FUJI☆7GIRLs」（2012年5月 - 2015年3月）
- 「ミス東スポ2013」グランプリ・総合1位にて受賞（2013年1月）
- 東京オートサロン「Abflug×PentRoof」ブースモデル（2013年1月） - 共演：小田原れみ、伊勢谷珠里、幸林由樹菜[6]。
- ヴィジュアル系ロックバンド“ダウト”のシングル「ざんげの花道」CDジャケットモデルを務める（2014年5月21日）
- アイドルユニット「女塾オールスターズ」メンバー（2014年7月30日 - ）
- 「恵比寿★マスカッツ」3期生メンバー（2016年12月28日 - ）